# Elena Liessner-Blomberg
Elena Liessner-Blomberg (* 31. Januar 1897 in Moskau; † 1. Januar 1978 in Ost-Berlin) war eine russisch-österreichische Malerin, Grafikerin und Textilkünstlerin.

## Leben und Werk
Elena Liessner-Blomberg wurde am 31. Januar 1897 als Tochter des aus Riga stammenden Buchhalters Arthur Liessner und seiner russischen Frau Natalja geboren. Durch die österreichische Herkunft des Vaters besaß sie die österreichische Staatsbürgerschaft. Nach dem frühen Tod des Vaters 1901 verbrachte Elena viel Zeit im Schneider- und Korsettmacheratelier der Mutter, die zahlreiche Schauspielerinnen und Tänzerinnen zu ihren Kunden zählte.
Nach Beendigung des Gymnasiums 1914 erhielt Elena Liessner Zeichenunterricht durch ihren Onkel Ernst Liessner, der zuvor im Pariser Exil gelebt hatte und Meisterschüler von Ilja Jefimowitsch Repin war. Nach einjähriger Arbeit als Zeichnerin im NARKOMPROS arbeitete sie 1919 dort als Sekretärin der Abteilung für Bildende Kunst.
1920 begann sie ein Studium der Malerei an den Staatlichen Freien Künstlerischen Werkstätten (Swomas), die später in WChUTEMAS umbenannt wurden. Dort wurde sie unter anderem durch Antoine Pevsner und Ljubow Sergejewna Popowa unterrichtet. Wie viele Mitstudenten verehrte sie die Gedichte Majakowskis, den sie an den WChUTEMAS mehrfach persönlich getroffen hatte.
1921 folgt sie ihrem Freund Eduard Schiemann und siedelte nach Berlin über. Zuvor hatte sie in Moskau dessen Atelier übernommen und führte dessen Zeichenunterricht für Kinder von Eisenbahnern fort. Im selben Jahr wurde ihr Entwurf für den Bühnenvorhang des Berliner Kabaretts Der blaue Vogel ausgewählt. 1924 heiratete sie den Innenarchitekten Albrecht Blomberg; ebenfalls 1924 wurde die Tochter Katja und 1925 der Sohn Michael geboren.
In der Zeit des Nationalsozialismus zog sich Elena Liessner-Blomberg weitgehend künstlerisch zurück und stellte nicht mehr aus. Sie arbeitete als Assistentin ihres Mannes, der als Innenarchitekt Aufträge im In- und Ausland übernahm.
Um den Luftangriffen auf Berlin zu entkommen zog die Familie 1943 nach Feldafing. 1951 siedelte die Familie in die DDR über, wo sie mit Künstlern wie Dinah Nelken, Ernst Busch und Herbert Sandberg eine enge Freundschaft pflegte. Zunächst in Pirna ansässig zog die Familie 1954 nach Kleinmachnow, wo ihr Mann Albrecht Blomberg 1962 starb.
In Kleinmachnow sehr zurückgezogen lebend erfolgte 1969 eine Neu-Entdeckung der Arbeiten von Elena Liessner-Blomberg. Dinah Nelken stellte sie in der Zeitschrift Das Magazin vor und Herbert Sandberg organisierte für sie eine Ausstellung in Berlin. Im gleichen Jahr erwarb das Kupferstichkabinett Dresden zahlreiche frühe Arbeiten der Künstlerin als Basis einer umfangreichen Sammlung.

## Fotografische Darstellung Elena Liessner-Blombergs
- Christian Borchert: Die Malerin und Textilkünstlerin Elena Liessner-Blomberg in ihrer Wohnung, an der Wand eines ihrer Werke (1976)[1]

## Werke (Auswahl)

### Collagen
- Blauer Krug mit Gläsern (1921, Feder, Pinsel, Deckfarben, Tinte/Transparentpapier, 22,3 × 17 cm, Kupferstichkabinett Dresden)[2]
- Siegesallee in Berlin (1921, Tafelbild; Kupferstichkabinett Dresden)[3]
- Stillleben mit Gedicht Majakowskis (1921, Mischtechnik/Pappe; 34,5 × 32,3 cm; Kupferstichkabinett Dresden)[4]

- Nähmädchen (1931, Tafelbild; Kupferstichkabinett Dresden)[5]

### Zeichnungen
- Petruschka (1920, Aquarell; Kupferstichkabinett Dresden)[6]
- Sitzende Frau (1922, Bleistift; Kupferstichkabinett Dresden)[7]
- Romanisches Cafê (1923; Tusche mit Feder; 19,4 × 13,8 cm; Stadtmuseum Berlin)[8]

## Ausstellungen
- 1922 Berlin, Buchhandlung Twardy
- 1923 Hannover, Galerie von Garvens
- 1969 Berlin, Klub der Kulturschaffenden Johannes R. Becher
- 1973 Hoyerswerda, Otto-Grotewohl-Klub
- 1973 Leipzig, Wort und Werk
- 1974 Berlin, Galerie Arkade
- 1975 Hoyerswerda, VEB Schwarze Pumpe
- 1976 Berlin, Kreiskulturhaus Erich Weinert
- 1977 Dresden, Kupferstichkabinett
- 1980 Berlin, Galerie Mitte
- 1983 Bremen, Kunsthalle
- 1987 Berlin, Galerie Brusberg
- 1990 Hamburg, Galerie Levy
- 1996 Hamburg, Kunsthalle
- 2002 Schwerin, Staatliches Museum
- 2004 Zürich, Galerie Gmurzynska
- 2020 Hannover, Sprengel Museum Hannover

Weiterhin waren Arbeiten von Elena Liessner-Blomberg auf zahlreichen Gruppenausstellungen vertreten, so 1932 auf der Frühjahrsausstellung der Berliner Secession und 1979 im Rahmen der Ausstellung „Weggefährten – Zeitgenossen Bildende Kunst aus drei Jahrzehnten“ im Berliner Alten Museum.